# Scottish Division One 1898-1899
La Scottish Division One 1898-1899 è stata la 9ª edizione della massima serie del campionato scozzese di calcio, disputato tra il 20 agosto 1898 e il 7 gennaio 1899 e concluso con la vittoria dei Rangers al loro secondo titolo.
Capocannoniere del torneo è stato Robert Hamilton (Rangers) con 25 reti.

## Stagione
Presero parte al campionato le dieci squadre della stagione precedente, poiché St. Bernard's e Clyde, ultime classificate, furono entrambe rielette per disputare la massima serie.
I Rangers conquistarono il titolo vincendo tutte le 18 partite del campionato. La vittoria matematica arrivò a quattro giornate dal termine col netto successo sul Dundee per 7-0.

## Classifica finale
Fonte:
|       | Pos. | Squadra         | Pt | G  | V  | N | P  | GF | GS |
| ----- | ---- | --------------- | -- | -- | -- | - | -- | -- | -- |
|       | 1.   | Rangers         | 36 | 18 | 18 | 0 | 0  | 79 | 18 |
|       | 2.   | Hearts          | 26 | 18 | 12 | 2 | 4  | 56 | 30 |
|       | 3.   | Celtic          | 24 | 18 | 11 | 2 | 5  | 51 | 33 |
|       | 4.   | Hibernian       | 23 | 18 | 10 | 3 | 5  | 42 | 43 |
|       | 5.   | St. Mirren      | 20 | 18 | 8  | 4 | 6  | 46 | 32 |
|       | 6.   | Third Lanark    | 17 | 18 | 7  | 3 | 8  | 33 | 38 |
|       | 7.   | St. Bernard's   | 12 | 18 | 4  | 4 | 10 | 30 | 37 |
|       | 7.   | Clyde           | 12 | 18 | 4  | 4 | 10 | 23 | 48 |
|       | 9.   | Partick Thistle | 6  | 18 | 2  | 2 | 14 | 19 | 58 |
| [ 3 ] | 10.  | Dundee          | 4  | 18 | 1  | 2 | 15 | 23 | 65 |

Legenda:
      Campione di Scozia.
      Retrocessa in  Scottish Division Two 1899-1900.
Regolamento:
Due punti a vittoria, uno a pareggio, zero a sconfitta.
Vigeva il pari merito. In caso di arrivo a pari punti per l'assegnazione del titolo o per i posti destinati alla rielezione automatica era previsto uno spareggio.
Note:
Il Dundee è stato rieletto per la stagione successiva.